# 롯데 자일리톨
롯데 자일리톨(일본어: キシリトール)은 1997년에 롯데(일본)에서부터 한국에는 롯데웰푸드(한국)로 진출해서 판매하고 있는 껌 제품이다.

## 특징
롯데웰푸드에서 주장하는 특징은 다음과 같다.
- 순수 핀란드 자작나무 자일리톨이 포함되어 있다. 특히 오리지날 제품의 경우 이것이 54g 정도 함유되어 있다.(이는 전체 성분의 60%를 차지한다.)
- 대한치과의사협회에서 치아 건강에 좋다고 공식적으로 인증하였다.
- 천연색소를 이용하였다.

## 종류
총 14종이 시중에 출시되었다.
- 오리지날 자일리톨
  - 애플민트
  - 애플민트 케이스(이상 13g)
  - 애플민트 빅 패키지(25g)
  - 애플민트 용기(54g)
  - 자일리톨F
  - 자일리톨F 빅 패키지(24g)

- 핑크민트 자일리톨
  - 핑크민트 코팅(9g)
  - 핑크민트 빅 패키지(25g)
  - 핑크민트 용기(90g)

- 아이스민트 자일리톨
  - 쿨허브 케이스(13g)
  - 아이스민트 코팅(9g)
  - 아이스민트 용기(90g)

- 핑크베리 자일리톨
  - 핑크베리 케이스(13g)

- 그린베리 자일리톨
  - 그린베리 케이스(13g)

## 롯데 자일리톨 알파
롯데 자일리톨 알파는 그리스 키오스에서 자라는 매스틱 나무의 수액을 이용해서 만든 껌이다. 총 중량은 86g이다.

## 자일리톨 휘바
자일리톨껌이 일반 명사로 쓰이고 있어 제품에 대한 변별력과 브랜드 가치를 높이기 위해 ‘자일리톨+2’에서 ‘자일리톨 휘바’로 제품명을 변경하였다.

## 롯데의 과장 광고
자일리톨 껌은 건강기능식품이 아닌 일반식품으로 분류되어 식품위생법 시행규칙상 허용되는 유용성 표시 광고 대상이 아니지만 ‘충치예방에 도움이 되는 자일리톨 ○○g 함유’ 등의 과장광고가 삽입된 것에는 식약처가 그러한 문구 광고를 허용했기 때문이다. 감사원은 충치 예방을 위한 성인 기준 하루 자일리톨 권장 섭취량은 10~25g인데, 2~3개 소량으로는 충지예방 효과가 없고 하루에 12~28개씩 매일 씹어야 충치예방 기능 효과가 있다고 밝혔다.
게다가 식약처가 자일리톨의 충치 예방 효과를 마지막으로 검증한 것은 2004년 7월이다.

## 같이 보기
- 껌